# Aéroport de Sendai
Pour les articles homonymes, voir Sendai (homonymie).
L'aéroport de Sendai (仙台空港, Sendai kūkō) (code IATA : SDJ • code OACI : RJSS) est un aéroport international civil japonais, situé près de la ville de Natori dans la préfecture de Miyagi, à 13,6 kilomètres au sud-est de la ville de Sendai.

## Situation

#### Carte des 50 principaux aéroports du Japon
| Akita Amami Aomori Asahikawa Chūbu Fukuoka Fukushima Hakodate Hanamaki Hiroshima Ibaraki Ishigaki Izumo Kagoshima Kansai Kitakyushu Kobe Kōchi Komatsu Kumamoto Kumejima Kushiro Iwakuni Matsuyama Memanbetsu Miho-Yonago Misawa Miyako Miyazaki Nagasaki Nagoya Naha Tokyo · Narita Niigata Ōita Okayama Osaka Saga Sendai Shin-Chitose Shizuoka Shonai Takamatsu Tokachi-Obihiro Tokushima Tokyo · Haneda Tottori Toyama Tsushima Yamaguchi Ube |

## Historique
L'aéroport de Sendai est un aéroport civil international desservant la ville de Sendai et sa région. Il est géré par le Ministère japonais du Territoire, des Infrastructures, des Transports et du Tourisme.
À la suite du tsunami provoqué par le séisme du 11 mars 2011 au Japon, l'aéroport est entièrement inondé. Il rouvre partiellement le 13 avril.

## Infrastructures liées

### Pistes
L’aéroport dispose de deux pistes en béton bitumineux, la première d'une longueur de 3 000 m et la seconde longueur de 1 200 m.

### Accès
L'aéroport est desservi par la ligne du Sendai Airport Transit à la gare de l'aéroport de Sendai. Les trains rapides effectuent le trajet depuis la gare de Sendai en 17 minutes.

## Compagnies et destinations
Au 9 janvier 2020, les destinations au départ de l'aéroport de Sendai sont :
| Compagnies                             | Destinations                                                                 |
| -------------------------------------- | ---------------------------------------------------------------------------- |
| AirAsia Japan                          | Nagoya-Chūbu                                                                 |
| AirAsia X                              | Kuala Lumpur                                                                 |
| Air China                              | Pékin-Capitale, Dalian-Zhoushuizi, Shanghai-Pudong                           |
| Air Do                                 | Shin-Chitose                                                                 |
| All Nippon Airways                     | Okinawa-Naha, Osaka                                                          |
| All Nippon Airways opéré par ANA Wings | Fukuoka, Nagoya-Chūbu, Osaka, Shin-Chitose, Tokyo-Narita                     |
| Asiana Airlines                        | Séoul-Incheon                                                                |
| Bamboo Airways                         | Hanoï-Nội Bài                                                                |
| Condor Flugdienst                      | Francfort                                                                    |
| Edelweiss Air                          | Zurich                                                                       |
| EVA Air                                | Taïwan-Taoyuan                                                               |
| Fuji Dream Airlines                    | Izumo (en)                                                                   |
| Ibex Airlines                          | Fukuoka, Hiroshima, Komatsu, Nagoya-Chūbu, Osaka, Shin-Chitose, Tokyo-Narita |
| Japan Airlines                         | Shin-Chitose                                                                 |
| Japan Airlines opéré par J-Air         | Fukuoka, Osaka, Shin-Chitose                                                 |
| LATAM Brasil                           | São Paulo/Guarulhos                                                          |
| Peach                                  | Osaka-Kansai, Shin-Chitose, Taïwan-Taoyuan                                   |
| Skymark Airlines                       | Kobe                                                                         |
| Thai Airways                           | Bangkok-Suvarnabhumi                                                         |
| Tigerair Taiwan                        | Taïwan-Taoyuan                                                               |
| TUI fly Belgium                        | Bruxelles-National                                                           |
| Turkish Airlines                       | Istanbul                                                                     |

## Statistiques
Pour des raisons techniques, il est temporairement impossible d'afficher le graphique qui aurait dû être présenté ici.

Voir la requête brute et les sources sur Wikidata.